# Bill Weld
Bill Weld, właśc. William Floyd Weld (ur. 31 lipca 1945) – amerykański prawnik i polityk, gubernator stanu Massachusetts w latach 1991–1997, działacz Partii Republikańskiej i Partii Libertariańskiej, kandydat na stanowisko wiceprezydenta Stanów Zjednoczonych z ramienia Partii Libertariańskiej w 2016.

## Wczesne życie i edukacja
Jest dalekim potomkiem amerykańskiego polityka Williama Floyda, którego podpis znajduje się na Deklarację niepodległości Stanów Zjednoczonych. William Floyd Weld urodził się 31 lipca 1945 w Nowym Jorku. Wychował się w Smithtown w stanie Nowy Jork. W 1966 ukończył z wyróżnieniem cum laude studia na Uniwersytecie Harvarda ze stopniem bachelor’s degree z filologii klasycznej. W 1967 ukończył z wyróżnieniem studia z politologii i ekonomii na Uniwersytecie Oksfordzkim. W 1970 ukończył z wyróżnieniem cum laude studia na wydziale prawniczym na uniwersytecie Harvard Law School.

## Kariera prawnicza
Przez rok pracował jako urzędnik w sądzie najwyższym stanu Massachusetts. Następnie przez 10 lat pracował w bostońskiej firmy prawniczej Hill & Barlow. Był konsultantem partii mniejszościowej w czasie impeachmentu prezydenta Richarda Nixona w związku z aferą Watergate. Służył także jako doradca prokuratora generalnego Massachusetts. Pełnił funkcję prokuratora federalnego Massachusetts w czasie prezydentury Ronalda Reagana.
Po opróżnieniu urzędu Gubernatora Massachusetts w 1997 pracował w firmie prawniczej Mintz Levin.

## Kariera biznesowa
Po 1997 był członkiem zarządu firm Acreage Holdings, zajmującej się uprawą konopi, i Just Energy Group Inc., zajmującej się pozyskiwaniem energii elektrycznej z gazu ziemnego. Był też dyrektorem generalnym uczelni Decker College w Louisville, Kentucky.

## Kariera polityczna

### Gubernator Massachusetts
W 1991 został wybrany na gubernatora stanu Massachusetts. W czasie swoich rządów starał się stworzyć lepsze warunki dla biznesmenów, obniżając podatki i łagodząc stanowe regulacje. W tym czasie służył także jako jeden z prezesów krajowej Komisji Prywatyzacyjnej i prowadził misje dyplomatyczne, mające na celu nawiązanie szlaków handlowych z państwami Azji i Europy. Deklaruje, że obniżył podatki w Massachusetts 21 razy, przeprowadził 16 misji handlowych, doprowadził do sześciu popraw notowań obligacji stanowych, ułatwił dostęp do aborcji dla mieszkańców i zwiększył prawa osób LGBT.
W 1994 został wybrany na drugą kadencję, zdobywając 74% wszystkich głosów w wyborach, co było najlepszym wynikiem wyborczym w historii Massachusetts.
Ustąpił ze stanowiska gubernatora w 1997, aby ubiegać się o nominację na ambasadora w Meksyku, jednak Senat odrzucił jego kandydaturę.

### Kariera polityczna po 1997
Po 1997 był członkiem think tanków Council on Foreign Relations i InterAction Council. W 2005 bezskutecznie ubiegał się o nominację na kandydata Partii Republikańskiej na gubernatora Nowego Jorku.

#### Udział w wyborach prezydenckich
W 2016 bezskutecznie kandydował na stanowisko wiceprezydenta Stanów Zjednoczonych z ramienia Partii Libertariańskiej razem z Garym Johnsonem, który kandydował na stanowisko prezydenta. Zdobyli 3,27% głosów, co było najlepszym wynikiem Partii Libertariańskiej w historii amerykańskich wyborów prezydenckich.
14 lutego 2019 ogłosił zamiar wzięcia udziału w wyborach prezydenckich i prawyborach Partii Republikańskiej w 2020. Wystąpił tym samym przeciwko urzędującemu prezydentowi i członkowi Partii Republikańskiej, Donaldowi Trumpowi.

## Wyniki wyborów
Poniżej wymienione zostały wybory powszechne, w których Bill Weld wziął czynny udział. Poprzez głównego przeciwnika rozumie się kandydata, który w danych wyborach wygrał lub zajął drugie miejsce, jeśli wygrał Weld.
| Wybory | Partia         | Główny przeciwnik       | Organ                                    | Wynik            | Wynik | Wynik   | Przypis |
| Wybory | Partia         | Główny przeciwnik       | Organ                                    | Głosy powszechne | %     | Wygrana | Przypis |
| ------ | -------------- | ----------------------- | ---------------------------------------- | ---------------- | ----- | ------- | ------- |
| 1978   | Republikańska  | Francis X. Bellotti (D) | Prokurator generalny stanu Massachusetts | 421 417          | 21,60 | N       | [ 5 ]   |
| 1990   | Republikańska  | John Silber (D)         | Gubernator stanu Massachusetts           | 1 175 817        | 50,19 | T       | [ 6 ]   |
| 1994   | Republikańska  | Mark Roosevelt (D)      | Gubernator stanu Massachusetts           | 1 533 390        | 70.87 | T       | [ 7 ]   |
| 1996   | Republikańska  | John Kerry (D)          | Senator z Massachusetts                  | 1 142 837        | 45,17 | N       | [ 8 ]   |
| 2016   | Libertariańska | Mike Pence (R)          | Wiceprezydent Stanów Zjednoczonych       | 4 489 235        | 3,27  | N       | [ 3 ]   |

## Życie prywatne
W 1975 poślubił Susan Roosevelt, prawnuczkę prezydenta Theodore’a Roosevelta. Razem przeprowadzili się z Nowego Jorku do Cambridge w stanie Massachusetts. Z pierwszą żoną ma pięcioro dorosłych dzieci: Davida, Ethel, Mary, Quentina i Francisa. Susan Roosevelt Weld została profesorem harwardzkim, specjalizującym się w sinologii i prawie. Para rozwiodła się. Drugą żoną Welda została pisarka i felietonistka Leslie Marshall.